# Легка атлетика на літніх Олімпійських іграх 2016 — біг на 200 метрів (жінки)
Змагання з легкої атлетики в бігові на 200 метрів серед жінок на літніх Олімпійських іграх 2016 пройшли з 15 по 17 серпня на Олімпійському стадіоні Жоао Авеланжа.

## Рекорди
Станом на 15 серпня 2016 світовий і олімпійський рекорди були такими:
| Світовий рекорд     | Флоренс Гріффіт-Джойнер (USA) | 21.34 | Сеул, Південна Корея | 29 вересня 1988 |
| Олімпійський рекорд | Флоренс Гріффіт-Джойнер (USA) | 21.34 | Сеул, Південна Корея | 29 вересня 1988 |

## Розклад змагань
Час місцевий (UTC−3).
| Дата                 | Час   | Раунд            |
| -------------------- | ----- | ---------------- |
| Понеділок, 15 серпня | 09:35 | Попередні забіги |
| Вівторок, 16 серпня  | 22:00 | Півфінали        |
| Середа, 17 серпня    | 22:30 | Фінал            |

## Результати

### Чвертьфінали
У півфінал виходять по двоє перших учасниць з кожного забігу (Q), а також шестеро найшвидших серед решти місць (q).

#### Забіг 1
| Місце | Доріжка | Спортсменка       | Країна                  | Час реакції | Результат | Примітки |
| ----- | ------- | ----------------- | ----------------------- | ----------- | --------- | -------- |
| 1     | 4       | Дафне Схіперс     | Нідерланди (NED)        | 0.145       | 22.51     | Q        |
| 2     | 7       | Наталя Погребняк  | Україна (UKR)           | 0.134       | 22.64     | Q        |
| 3     | 6       | Крістал Еммануель | Канада (CAN)            | 0.144       | 22.80     | q, PB    |
| 4     | 5       | Анна Келбасинська | Польща (POL)            | 0.155       | 22.95     | SB       |
| 5     | 2       | Реяре Томас       | Тринідад і Тобаго (TTO) | 0.202       | 22.97     |          |
| 6     | 1       | Майя Міхалінець   | Словенія (SLO)          | 0.132       | 23.38     |          |
| 7     | 3       | Олівія Борле      | Бельгія (BEL)           | 0.170       | 23.53     |          |
| 8     | 8       | Афа Ісмаїл        | Мальдіви (MDV)          | 0.193       | 24.96     | NR       |

#### Забіг 2
| Місце | Доріжка | Спортсменка        | Країна                         | Час реакції | Результат | Примітки |
| ----- | ------- | ------------------ | ------------------------------ | ----------- | --------- | -------- |
| 1     | 1       | Дженна Прандіні    | США (USA)                      | 0.163       | 22.62     | Q        |
| 2     | 7       | Ліза Маєр          | Німеччина (GER)                | 0.172       | 22.86     | PB       |
| 3     | 6       | Тайнія Гейтер      | Багамські Острови (BAH)        | 0.160       | 22.90     | q        |
| 4     | 5       | Анхела Теноріо     | Еквадор (ECU)                  | 0.160       | 22.94     | q, SB    |
| 5     | 3       | Селіангелі Моралес | Пуерто-Рико (PUR)              | 0.164       | 23.00     | PB       |
| 6     | 2       | Глорія Хупер       | Італія (ITA)                   | 0.167       | 23.05     |          |
| 7     | 8       | Маріель Санчес     | Домініканська Республіка (DOM) | 0.159       | 23.39     |          |
| 8     | 4       | Синтія Болінго     | Бельгія (BEL)                  | 0.188       | 23.98     |          |

#### Забіг 3
| Місце | Доріжка | Спортсменка      | Країна                  | Час реакції | Результат | Примітки |
| ----- | ------- | ---------------- | ----------------------- | ----------- | --------- | -------- |
| 1     | 3       | Мішель-Лі Ах'є   | Тринідад і Тобаго (TTO) | 0.170       | 22.50     | Q        |
| 2     | 5       | Сімон Фейсі      | Ямайка (JAM)            | 0.164       | 22.78     | Q        |
| 3     | 8       | Кауіза Венансіо  | Бразилія (BRA)          | 0.187       | 23.06     |          |
| 4     | 4       | Алісса Конлі     | ПАР (RSA)               | 0.114       | 23.17     |          |
| 5     | 1       | Ісідора Хіменес  | Чилі (CHI)              | 0.132       | 23.29     |          |
| 6     | 2       | Естела Гарсія    | Іспанія (ESP)           | 0.137       | 23.43     |          |
| 7     | 7       | Наталія Строгова | Україна (UKR)           | 0.164       | 23.69     |          |
| 8     | 6       | Олена Рябова     | Туркменістан (TKM)      | 0.170       | 25.45     |          |

#### Забіг 4
| Місце | Доріжка | Спортсменка       | Країна                | Час реакції | Результат | Примітки |
| ----- | ------- | ----------------- | --------------------- | ----------- | --------- | -------- |
| 1     | 7       | Марі-Жозе Та Лу   | Кот-д'Івуар (CIV)     | 0.141       | 22.31     | Q, PB    |
| 2     | 4       | Елейн Томпсон     | Ямайка (JAM)          | 0.177       | 22.63     | Q        |
| 3     | 3       | Джина Люкенкемпер | Німеччина (GER)       | 0.207       | 22.80     | q        |
| 4     | 2       | Марія Белібасакі  | Греція (GRE)          | 0.183       | 23.19     |          |
| 5     | 6       | Джастін Палфраман | ПАР (RSA)             | 0.151       | 23.33     |          |
| 6     | 1       | Джанет Емпонсах   | Гана (GHA)            | 0.157       | 23.67     |          |
| 7     | 8       | Діана Хубесерян   | Вірменія (ARM)        | 0.146       | 25.16     |          |
| 8     | 5       | Маргрет Хассан    | Південний Судан (SSD) | 0.263       | 26.99     | PB       |

#### Забіг 5
| Місце | Доріжка | Спортсменка       | Країна                  | Час реакції | Результат | Примітки |
| ----- | ------- | ----------------- | ----------------------- | ----------- | --------- | -------- |
| 1     | 4       | Блессінг Окагбаре | Нігерія (NGR)           | 0.158       | 22.71     | Q        |
| 2     | 7       | Діна Ашер-Сміт    | Велика Британія (GBR)   | 0.164       | 22.77     | Q        |
| 3     | 1       | Антонік Страчан   | Багамські Острови (BAH) | 0.161       | 22.96     | SB       |
| 4     | 8       | Тесса ван Схаген  | Нідерланди (NED)        | 0.189       | 23.41     |          |
| 5     | 2       | Джина Басс        | Гамбія (GAM)            | 0.179       | 23.43     |          |
| 6     | 6       | Срабані Нанда     | Індія (IND)             | 0.150       | 23.58     |          |
| 7     | 5       | Орелі Алсіндор    | Маврикій (MRI)          | 0.201       | 24.55     |          |
| 8     | 3       | Гаяне Чилоян      | Вірменія (ARM)          | 0.179       | 25.03     |          |

#### Забіг 6
| Місце | Доріжка | Спортсменка        | Країна           | Час реакції | Результат | Примітки |
| ----- | ------- | ------------------ | ---------------- | ----------- | --------- | -------- |
| 1     | 7       | Дейжах Стівенс     | США (USA)        | 0.160       | 22.45     | Q        |
| 2     | 4       | Нерселі Сото       | Венесуела (VEN)  | 0.196       | 22.89     | Q, SB    |
| 3     | 2       | Джаміль Самюель    | Нідерланди (NED) | 0.159       | 23.04     |          |
| 4     | 5       | Рамона Папаіоанну  | Кіпр (CYP)       | 0.140       | 23.10     | PB       |
| 5     | 1       | Єлизавета Бризгіна | Україна (UKR)    | 0.178       | 23.28     |          |
| 6     | 8       | Нігіна Шаріпова    | Узбекистан (UZB) | 0.140       | 23.33     |          |
| 7     | 6       | Вікторія Зябкіна   | Казахстан (KAZ)  | 0.167       | 23.34     |          |
| 8     | 3       | Наджма Парвін      | Пакистан (PAK)   | 0.183       | 26.11     |          |

#### Забіг 7
| Місце | Доріжка | Спортсменка           | Країна                                | Час реакції | Результат | Примітки |
| ----- | ------- | --------------------- | ------------------------------------- | ----------- | --------- | -------- |
| 1     | 6       | Івет Лалова           | Болгарія (BUL)                        | 0.136       | 22.61     | Q        |
| 2     | 3       | Елла Нельсон          | Австралія (AUS)                       | 0.155       | 22.66     | Q        |
| 3     | 4       | Джоді Вільямс         | Велика Британія (GBR)                 | 0.135       | 22.69     | q, SB    |
| 4     | 1       | Лорен Базоло          | Португалія (POR)                      | 0.166       | 23.01     | PB       |
| 5     | 8       | Тісато Фукусіма       | Японія (JPN)                          | 0.125       | 23.21     |          |
| 6     | 5       | Лаверн Джонс-Ферретті | Американські Віргінські Острови (ISV) | 0.127       | 23.35     |          |
| 7     | 2       | Віторія Крістіна Роса | Бразилія (BRA)                        | 0.191       | 23.35     | SB       |
| 8     | 7       | Шеніка Фергюсон       | Багамські Острови (BAH)               | 0.153       | 23.62     |          |

#### Забіг 8
| Місце | Доріжка | Спортсменка          | Країна            | Час реакції | Результат | Примітки |
| ----- | ------- | -------------------- | ----------------- | ----------- | --------- | -------- |
| 1     | 8       | Торі Бові            | США (USA)         | 0.145       | 22.47     | Q        |
| 2     | 6       | Мюріель Ауре         | Кот-д'Івуар (CIV) | 0.156       | 22.52     | Q, SB    |
| 3     | 3       | Муджинга Камбунджі   | Швейцарія (SUI)   | 0.139       | 22.78     | q, SB    |
| 4     | 1       | Надін Гонська        | Німеччина (GER)   | 0.129       | 23.03     |          |
| 5     | 5       | Елені Артімата       | Кіпр (CYP)        | 0.166       | 23.27     |          |
| 6     | 2       | Аріаліс Гандулла     | Куба (CUB)        | 0.149       | 23.41     |          |
| 7     | 7       | Бренесса Томпсон     | Гаяна (GUY)       | 0.155       | 23.65     |          |
| 8     | 4       | Абдул Рахім Майзурах | Бруней (BRU)      | 0.173       | 28.02     | PB       |

#### Забіг 9
| Місце | Доріжка | Спортсменка             | Країна                              | Час реакції | Результат | Примітки |
| ----- | ------- | ----------------------- | ----------------------------------- | ----------- | --------- | -------- |
| 1     | 3       | Едідіонг Одіонг         | Бахрейн (BRN)                       | 0.156       | 22.74     | Q, PB    |
| 2     | 1       | Семой Гекетт            | Тринідад і Тобаго (TTO)             | 0.162       | 22.78     | Q        |
| 3     | 6       | Вероніка Кемпбелл-Браун | Ямайка (JAM)                        | 0.170       | 22.97     |          |
| 4     | 8       | Ольга Сафронова         | Казахстан (KAZ)                     | 0.144       | 23.29     |          |
| 5     | 7       | Ешлі Келлі              | Британські Віргінські Острови (IVB) | 0.191       | 23.61     |          |
| 6     | 4       | Тамека Вільямс          | Сент-Кіттс і Невіс (SKN)            | 0.160       | 23.61     |          |
| 7     | 2       | Сабіна Вейт             | Словенія (SLO)                      | 0.161       | 23.75     |          |
| 8     | 5       | Крістіна Пронженко      | Таджикистан (TJK)                   | 0.213       | 25.53     |          |

### Півфінали
У фінал виходять по двоє перших учасниць з кожного забігу (Q), а також двоє найшвидших серед решти місць (q).

#### Забіг 1
| Місце | Доріжка | Спортсменка        | Країна                  | Час реакції     | Результат | Примітки |
| ----- | ------- | ------------------ | ----------------------- | --------------- | --------- | -------- |
| 1     | 3       | Дафне Схіперс      | Нідерланди (NED)        |                 | 21.96     | Q        |
| 2     | 4       | Елейн Томпсон      | Ямайка (JAM)            |                 | 22.13     | Q, SB    |
| 3     | 5       | Дейжах Стівенс     | США (USA)               |                 | 22.38     | q        |
| 4     | 7       | Діна Ашер-Сміт     | Велика Британія (GBR)   |                 | 22.49     | q        |
| 5     | 6       | Блессінг Окагбаре  | Нігерія (NGR)           |                 | 22.69     |          |
| 6     | 2       | Муджинга Камбунджі | Швейцарія (SUI)         |                 | 22.83     |          |
| 7     | 8       | Ліза Маєр          | Німеччина (GER)         |                 | 22.90     |          |
| 8     | 1       | Тайнія Гейтер      | Багамські Острови (BAH) |                 | 23.45     |          |
|       |         |                    |                         | Вітер: +0.1 m/s |           |          |

#### Забіг 2
| Місце | Доріжка | Спортсменка      | Країна                  | Час реакції     | Результат | Примітки |
| ----- | ------- | ---------------- | ----------------------- | --------------- | --------- | -------- |
| 1     | 3       | Марі-Жозе Та Лу  | Кот-д'Івуар (CIV)       |                 | 22.28     | Q, PB    |
| 2     | 4       | Івет Лалова      | Болгарія (BUL)          |                 | 22.42     | Q, SB    |
| 3     | 7       | Елла Нельсон     | Австралія (AUS)         |                 | 22.50     | PB       |
| 4     | 6       | Дженна Прандіні  | США (USA)               |                 | 22.55     |          |
| 5     | 5       | Наталя Погребняк | Україна (UKR)           |                 | 22.81     |          |
| 6     | 8       | Семой Гекетт     | Тринідад і Тобаго (TTO) |                 | 22.94     |          |
| 7     | 2       | Анхела Теноріо   | Еквадор (ECU)           |                 | 22.99     |          |
| 8     | 1       | Джоді Вільямс    | Велика Британія (GBR)   |                 | 22.99     |          |
|       |         |                  |                         | Вітер: +0.1 m/s |           |          |

#### Забіг 3
| Місце | Доріжка | Спортсменка       | Країна                  | Час реакції     | Результат | Примітки |
| ----- | ------- | ----------------- | ----------------------- | --------------- | --------- | -------- |
| 1     | 4       | Торі Бові         | США (USA)               |                 | 22.13     | Q        |
| 2     | 6       | Мішель-Лі Ах'є    | Тринідад і Тобаго (TTO) |                 | 22.25     | Q        |
| 3     | 8       | Сімон Фейсі       | Ямайка (JAM)            |                 | 22.57     | SB       |
| 4     | 5       | Мюріель Ауре      | Кот-д'Івуар (CIV)       |                 | 22.59     |          |
| 5     | 2       | Джина Люкенкемпер | Німеччина (GER)         |                 | 22.73     |          |
| 6     | 3       | Едідіонг Одіонг   | Бахрейн (BRN)           |                 | 22.84     |          |
| 7     | 7       | Нерселі Сото      | Венесуела (VEN)         |                 | 22.88     | SB       |
| 8     | 1       | Крістал Еммануель | Канада (CAN)            |                 | 23.05     |          |
|       |         |                   |                         | Вітер: +0.8 m/s |           |          |

### Фінал
| Місце | Доріжка | Спортсменка     | Країна                  | Час             | Примітки |
| ----- | ------- | --------------- | ----------------------- | --------------- | -------- |
| 1     | 6       | Елейн Томпсон   | Ямайка (JAM)            | 21.78           | SB       |
| 2     | 4       | Дафне Схіперс   | Нідерланди (NED)        | 21.88           | SB       |
| 3     | 5       | Торі Бові       | США (USA)               | 22.15           |          |
| 4     | 3       | Марі-Жозе Та Лу | Кот-д'Івуар (CIV)       | 22.21           | NR       |
| 5     | 2       | Діна Ашер-Сміт  | Велика Британія (GBR)   | 22.31           | SB       |
| 6     | 6       | Мішель-Лі Ах'є  | Тринідад і Тобаго (TTO) | 22.34           |          |
| 7     | 1       | Дейжах Стівенс  | США (USA)               | 22.65           |          |
| 8     | 7       | Івет Лалова     | Болгарія (BUL)          | 22.69           |          |
|       |         |                 |                         | Вітер: -0.1 m/s |          |